# Vincent (Iowa)
Pour les articles homonymes, voir Vincent.
Vincent est une ville, du comté de Webster en Iowa, aux États-Unis. Elle est incorporée le 27 mai 1898.

## Source de la traduction
- (en) Cet article est partiellement ou en totalité issu de l’article de Wikipédia en anglais intitulé « Vincent, Iowa » (voir la liste des auteurs).